# Ruy Ohtake
Ruy Ohtake (São Paulo, 27 de enero de 1938 - São Paulo, 27 de noviembre de 2021)  fue un arquitecto y diseñador brasileño. Fue autor de más de trescientas obras en Brasil y otros países.

## Biografía
Hijo primogénito de la artista plástica Tomie Ohtake (fallecida en 2015) y del agrónomo Alberto Ohtake (fallecido en 1961), Ruy estudió en la Facultad de Arquitectura y Urbanismo de la Universidad de São Paulo de la que se graduó en 1960.
Ruy Ohtake estuvo casado con la actriz Célia Helena, fallecida en 1997, con quien tuvo su primera hija, Elisa, directora de teatro y danza. Posteriormente se casó con la arquitecta Sílvia Vaz, con la que tuvo su segundo hijo, Rodrigo, también arquitecto.
En 1999, Ohtake fue invitado a participar en el XX Congreso de la Unión Internacional de Arquitectos en Pekín, junto a Jean Nouvel y Tadao Ando. Según Oscar Niemeyer, Ohtake es uno de los representantes más legítimos de la arquitectura brasileña. 
En junio de 2012, Ohtake recibió la Medalla Anchieta y el Diploma de Gratitud de la Alcaldía de São Paulo, a través del político Chico Macena, como homenaje y reconocimiento por todo su trabajo en la ciudad de São Paulo, especialmente por su labor en proyectos sociales en el barrio de Heliópolis.
Ohtake fue miembro de la Academia Paulista de Letras.

## Obra arquitectónica
Son de Ohtake, entre otras obras, los hoteles Unique y Renaissance, el Parque Ecológico do Tietê, el sistema de transporte urbano Expresso Tiradentes y la sede social y cultural del São Paulo Futebol Clube.
A partir de 1970 sus trabajos comenzaron a diversificarse, incluyendo bancos, industrias y órganos públicios como algunas centrales telefónicas de la Companhia de Telecomunicações do Estado de São Paulo (COTESP), la Agencia Butantã de BANESPA, y el Laboratório Telemétrico de Control Ambiental de la CETESB.
En Brasília, el arquitecto suscribió el Royal Tulip Alvorada, el Estádio do Bezerrão y el Brasília Shopping. En el exterior, fue responsable de la Embajada Brasileña en Tokio, Japón, y por los jardines y el museo abierto de la Organización de Estados Americanos. en los Estados Unidos.
Ohtake también suscribió el proyecto de adecuación del Estádio Cícero Pompeu de Toledo (Morumbi) para la Copa del Mundo de 2014 que fue realizada en Brasil.
Inspirado en el movimiento brutalista, projectó la Casa brutalista en la década de 1970.